# ماربل آرچ

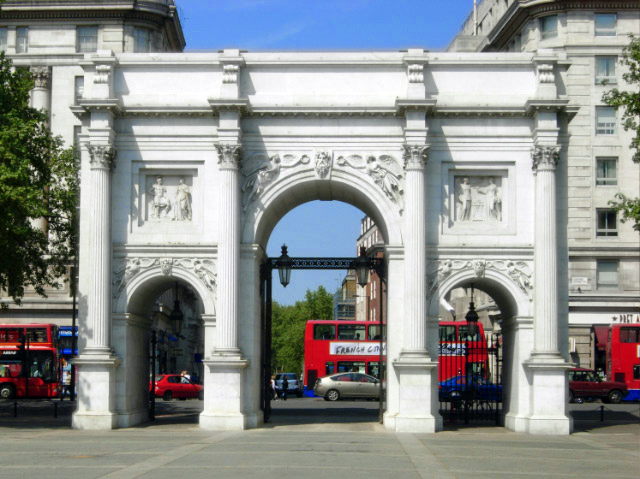
ماربل آرچ

ماربل آرچ (انگلیسی: Marble Arch) یک طاق‌نصرت مرمر در لندن، انگلستان است.
این طاق در سال ۱۸۲۷ میلادی توسط جان نش ساخته شده و هم‌اکنون در تقاطع خیابان آکسفورد و پارک لین و روبه‌روی خیابان اجور قرار دارد. عبور از زیر ماربل آرچ فقط توسط خانواده سلطنتی و سربازان مخصوص پادشاهی انجام میشود.

## نگارخانه

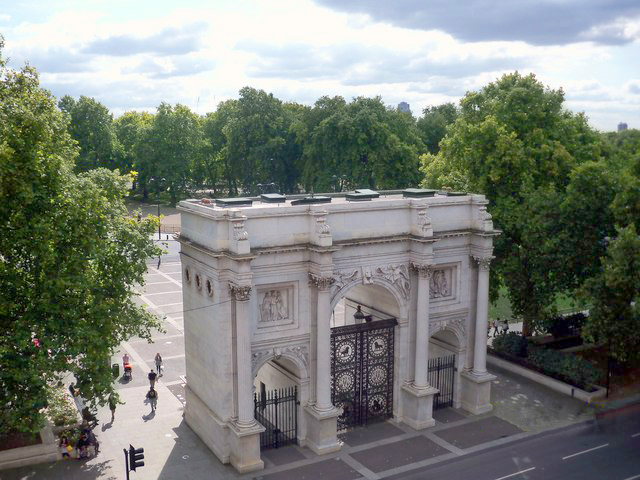
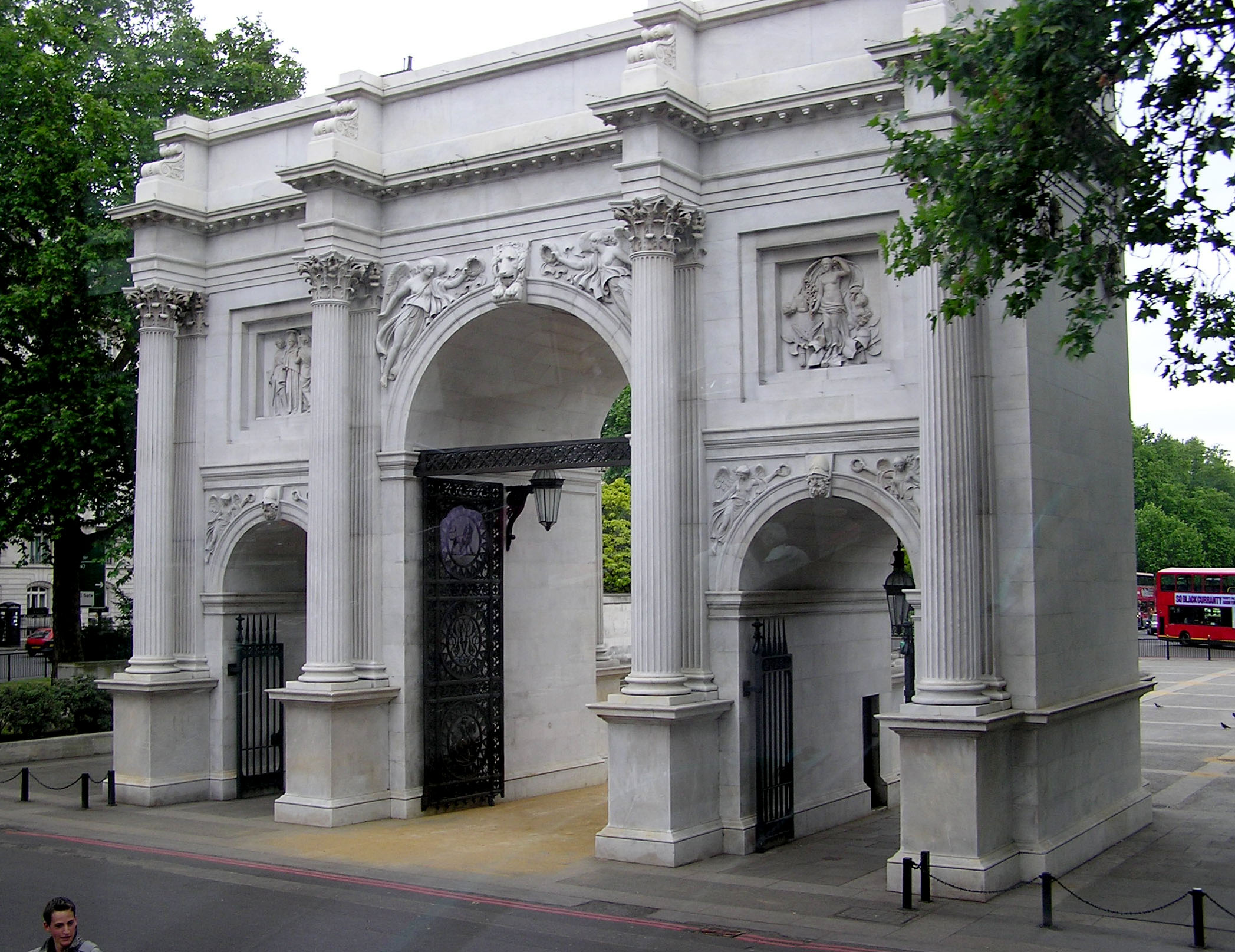
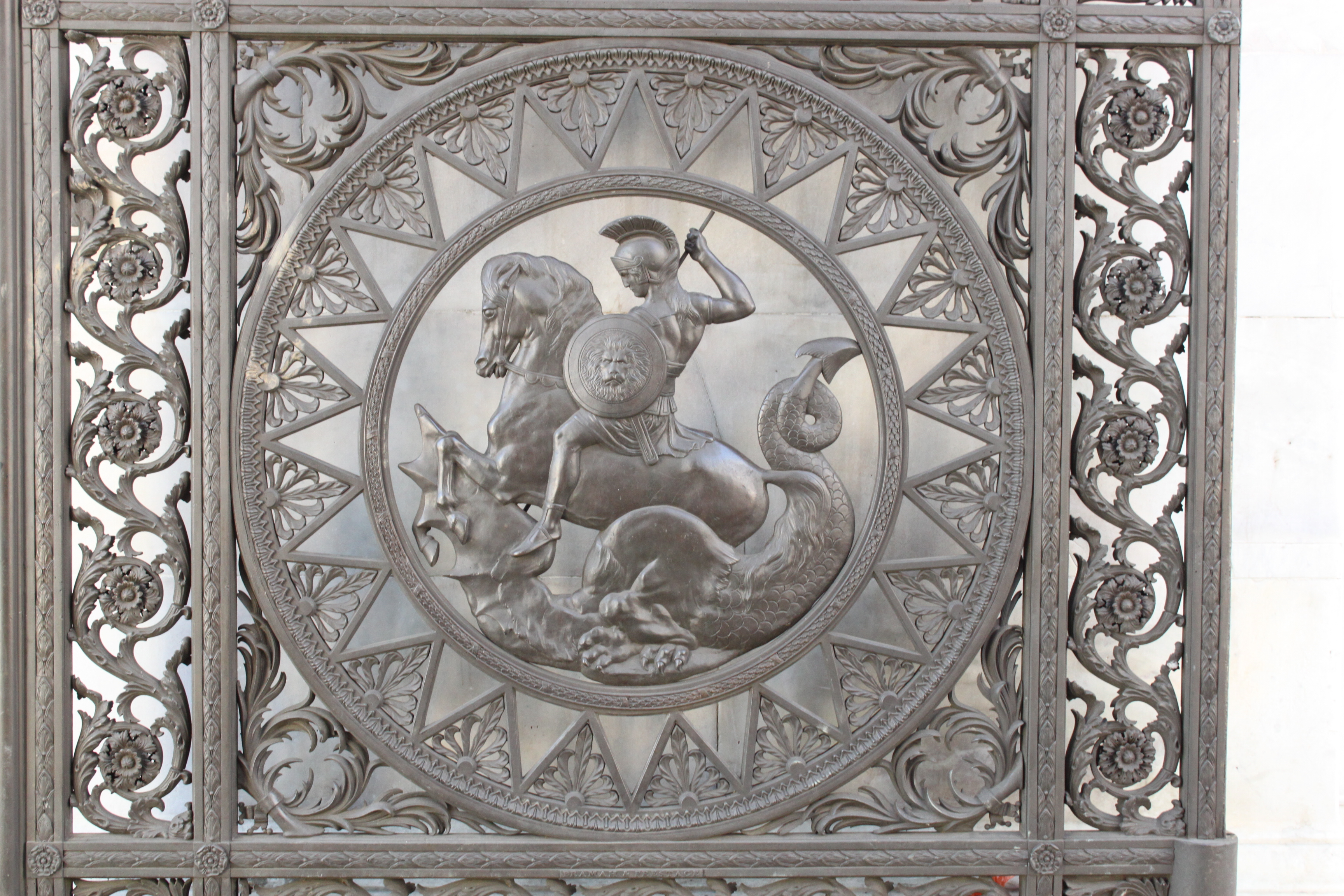
Detail from one of the gates
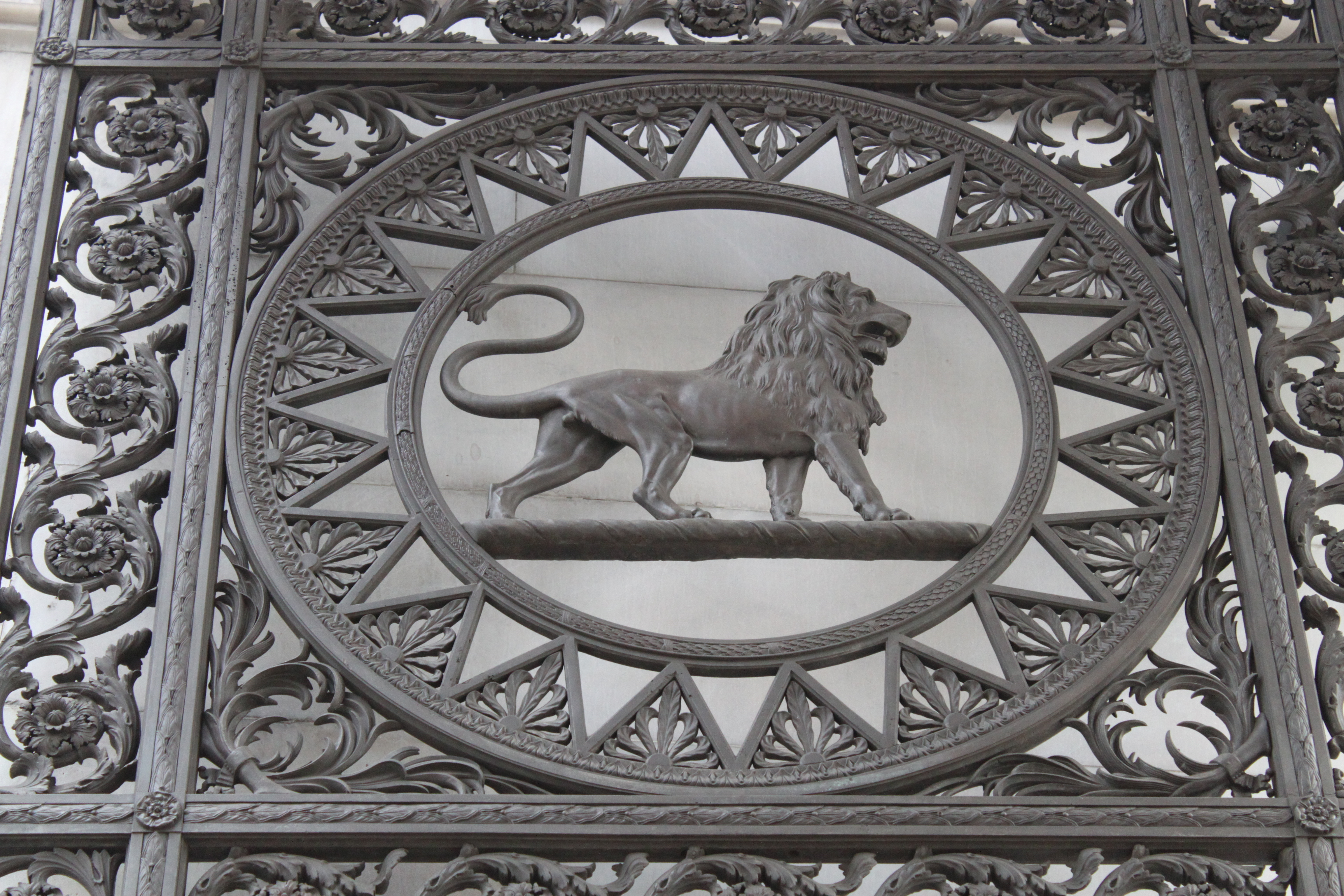
Detail from one of the gates
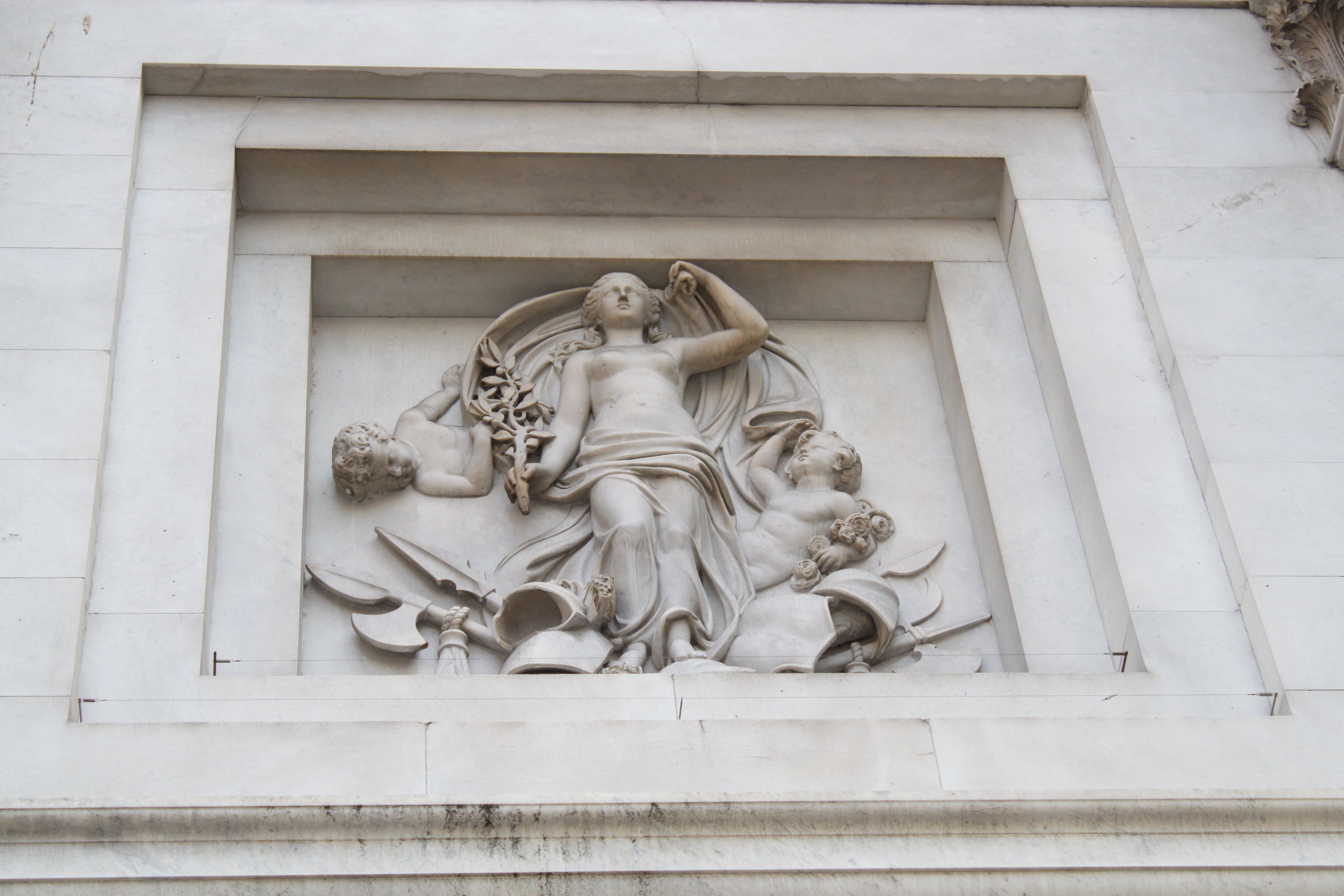
A carving on Marble Arch
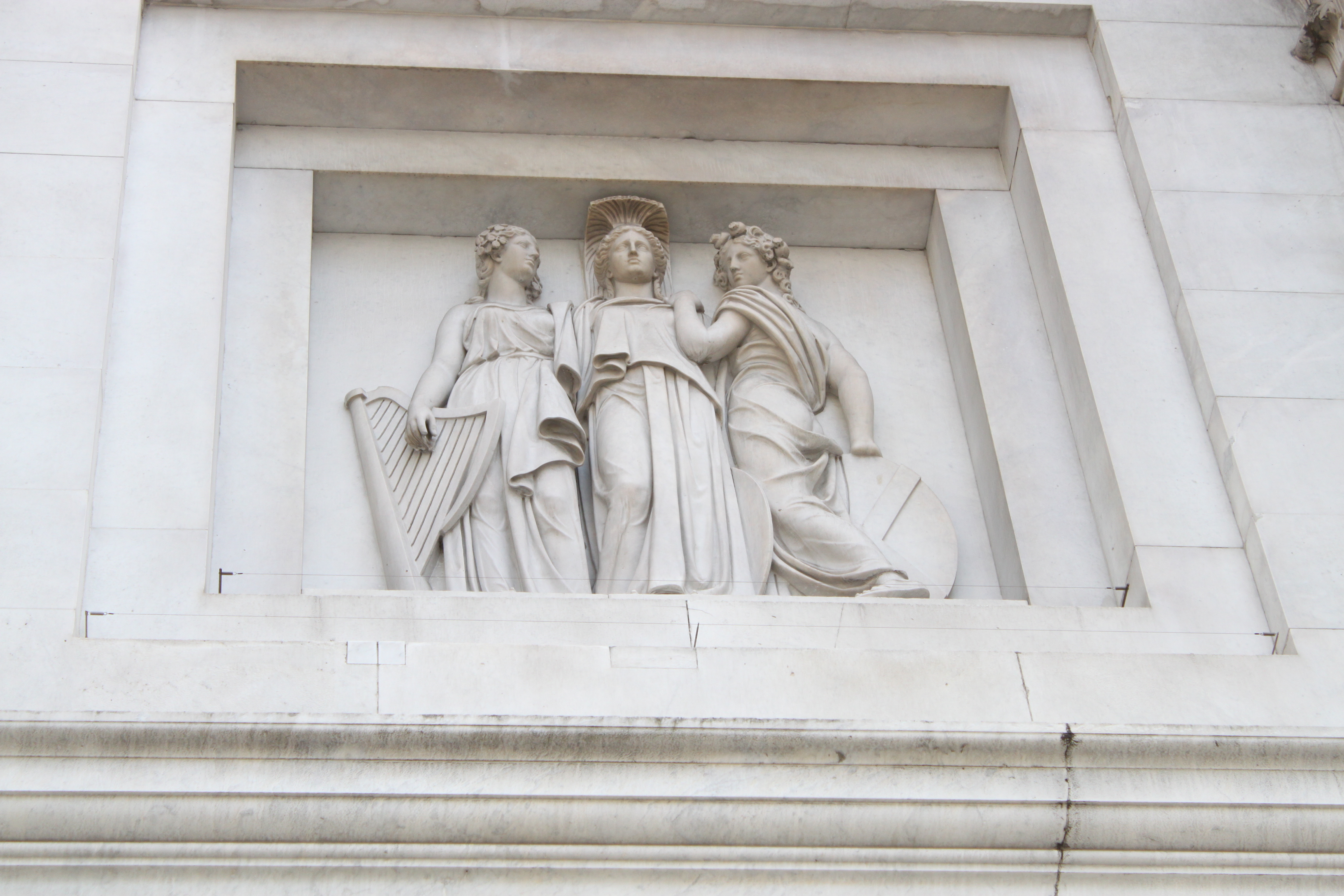
A carving on Marble Arch
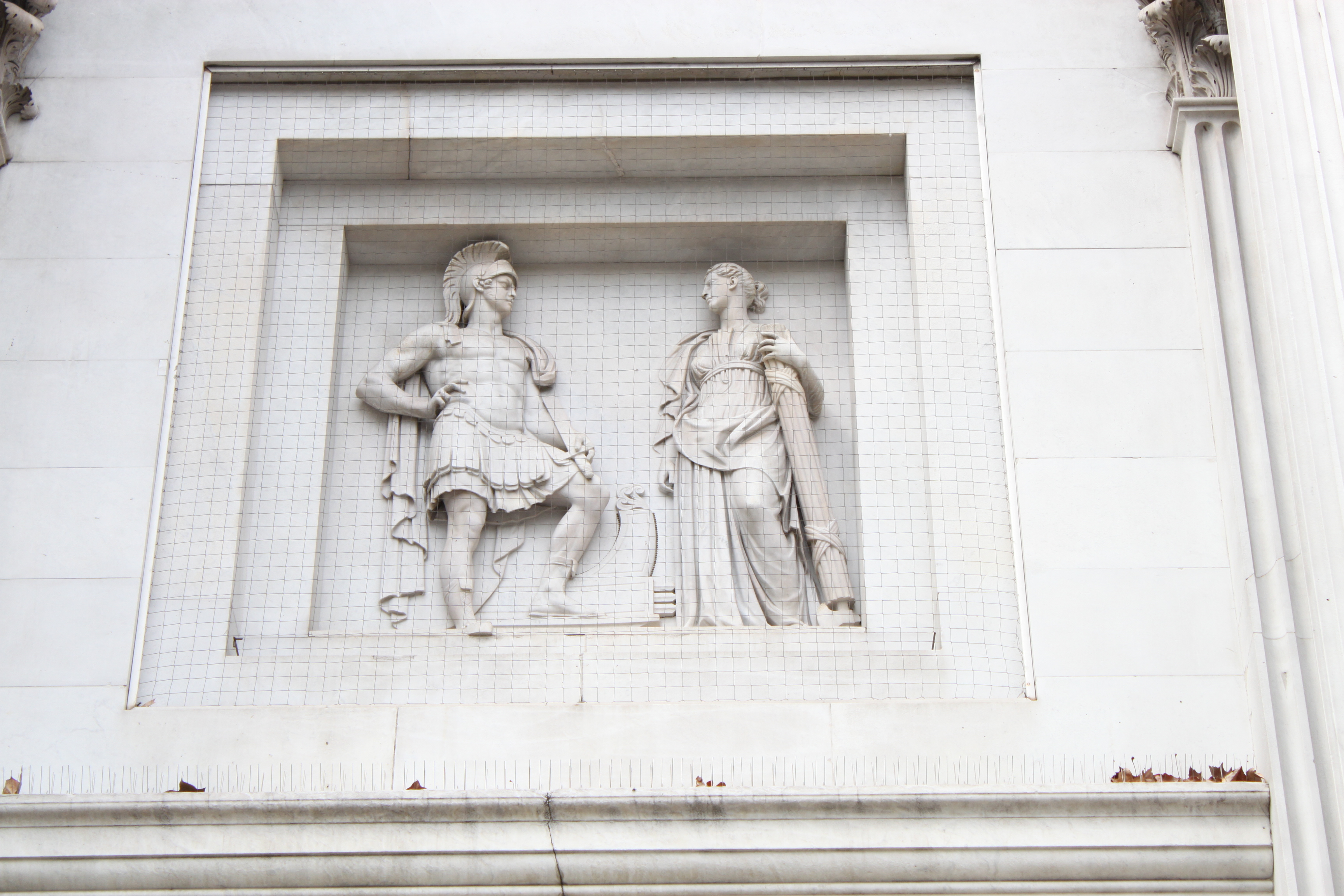
A carving on Marble Arch